# Lambert (Mississipi)
Lambert és una població dels Estats Units a l'estat de Mississipi. Segons el cens del 2000 tenia 1.967 habitants.

## Demografia
Segons el cens del 2000, Lambert tenia 1.967 habitants, 648 habitatges, i 467 famílies. La densitat de població era de 937,6 habitants per km².
Dels 648 habitatges en un 37,7% hi vivien nens de menys de 18 anys, en un 28,7% hi vivien parelles casades, en un 36,4% dones solteres, i en un 27,8% no eren unitats familiars. En el 24,8% dels habitatges hi vivien persones soles el 12% de les quals corresponia a persones de 65 anys o més que vivien soles. El nombre mitjà de persones vivint en cada habitatge era de 3,04 i el nombre mitjà de persones que vivien en cada família era de 3,67.
Per edats la població es repartia de la següent manera: un 36,2% tenia menys de 18 anys, un 10,7% entre 18 i 24, un 24,9% entre 25 i 44, un 17,1% de 45 a 60 i un 11,1% 65 anys o més.
L'edat mediana era de 28 anys. Per cada 100 dones de 18 o més anys hi havia 66,1 homes.
La renda mediana per habitatge era de 18.077 $ i la renda mediana per família de 21.979 $. Els homes tenien una renda mediana de 20.750 $ mentre que les dones 17.250 $. La renda per capita de la població era de 8.509 $. Entorn del 34,5% de les famílies i el 39,9% de la població estaven per davall del llindar de pobresa.

## Poblacions més properes
El següent diagrama mostra les poblacions més properes.